# 河竹黙阿弥

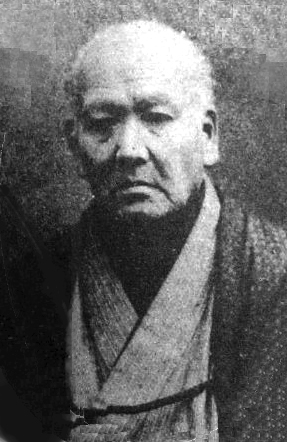
黙阿弥

河竹 黙阿弥（かわたけ もくあみ、旧字体：默阿彌、1816年3月1日（文化13年2月3日）- 1893年（明治26年）1月22日）は、江戸時代幕末から明治にかけて活躍した歌舞伎狂言作者。本名は吉村 芳三郎（よしむら よしさぶろう）。俳名に其水（きすい）。別名に古河 黙阿弥（ふるかわ-）。江戸日本橋生まれ。

## 来歴
江戸・日本橋の裕福な商家吉村勘兵衛の二男に生まれたが、若い頃から読本、芝居の台本、川柳や狂歌の創作にふけるようになり、14歳で道楽が過ぎて親から勘当された。貸本屋の手代となって生計をたてるようになるが、仕事はそっちのけで朝から晩まで読書三昧の日々を送る。これが将来の糧となる。
やがて「芳芳」の雅号で狂歌や俳句、舞踊などで頭角をあらわすようになると、天保6年（1835年）にはとうとう仕事を辞めて、芝宇田川町の踊りの師匠お紋（歌舞伎役者二代目澤村四郎五郎の娘）の紹介で、五代目鶴屋南北の門下となり、勝 諺蔵（かつ げんぞう）と名を改める。そもそも抜群の記憶力があり、『勧進帳』などは若い頃から読み尽くしているので、その全科白を暗記して難役・弁慶をつとめる七代目市川團十郎を後見、これで認められるようになる。天保12年 (1841年) 芝 晋輔（しば しんすけ）、天保14年（1843年）には二代目 河竹 新七（にだいめ かわたけ しんしち）を襲名し立作者となる。嘉永4年（1851年）11月江戸河原崎座の顔見世狂言『升鯉滝白籏』（えんま小兵衛）が好評で注目される。

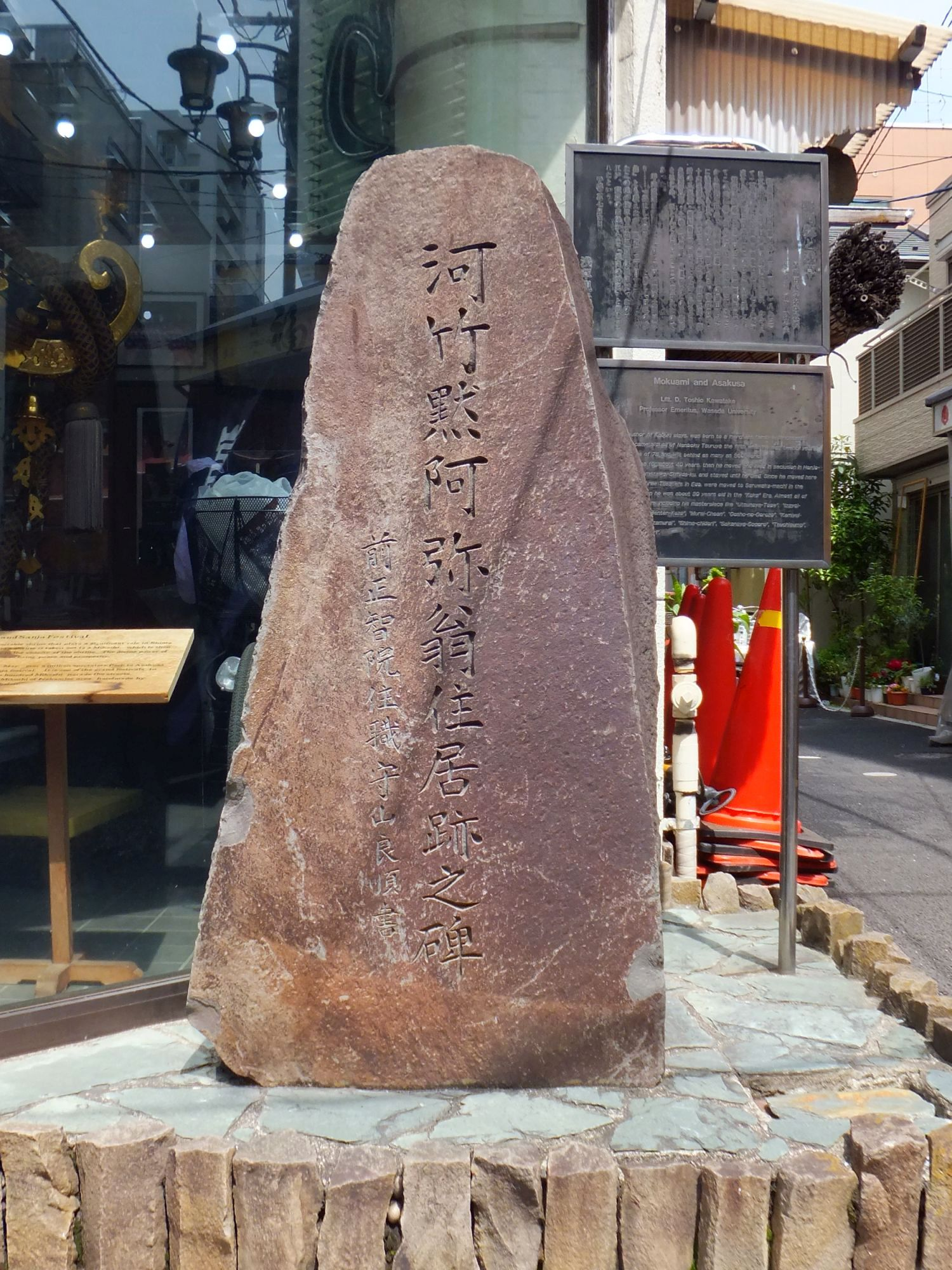
河竹黙阿弥住居跡
（浅草1-36-3）

立作者になってからもしばらくは鳴かず飛ばずだったが、四代目市川小團次と出逢ったことが大きな転機となる。嘉永7年（1853年）に小團次のために書いた『都鳥廓白波』（忍の惣太）は大当たりとなり、これが出世作となった。幕末には小團次との提携により『三人吉三廓初買』（三人吉三）や『小袖曾我薊色縫』（＝『花街模様薊色縫』、十六夜清心）などの名作を次々に発表する。また、三代目澤村田之助には『処女翫浮名横櫛』（切られお富）、十三代目市村羽左衛門（五代目尾上菊五郎）には『青砥稿花紅彩画』（白浪五人男）などを書き、引っ張りだことなった。
慶応2年（1866年）に小團次は死ぬが、明治維新後もその筆は衰えなかった。この時代には明治歌舞伎を牽引した團菊左と不可分の作者として活躍する。この時期の代表作としては五代目尾上菊五郎に書いた『天衣紛上野初花』（河内山）、『茨木』、『新皿屋敷月雨暈』（魚屋宗五郎）、初代市川左團次に書いた『樟紀流花見幕張』（慶安太平記）、九代目市川團十郎に書いた『北条九代名家功』（高時）、『紅葉狩』、『極付幡随長兵衛』（湯殿の長兵衛）など、枚挙に暇がない。
生涯に書いた演目は300余。歌舞伎に西洋劇の合理性を取り入れようと試行錯誤した坪内逍遙でさえ、新七のことになると「江戸演劇の大問屋」「明治の近松」「我国の沙翁」と手放しで絶賛した。一方新七の方はというと、はじめのうちは九代目に乞われて活歴物をいくつか書いてはみたものの、その九代目が新聞記者出身の福地桜痴などと本格的に演劇改良運動に取り組み始めると、これに嫌気がさしてそろそろ作者家業もおっくうになってきた。明治14年（1881年）、團菊左のために散切物の『島鵆月白浪』（島ちどり）を書き上げると、これを一世一代の大作として引退を宣言し、さらにその名を黙阿弥（もくあみ）と改めた。
しかし黙阿弥に匹敵するような作者は当時他にはいなかった。結局黙阿弥は引退後も「スケ」（助筆）の名で事実上の立作者であり続けたのである。黙阿弥の存在はそれほど偉大だった。演劇改良運動の推進者ひとりだった依田学海は、自ら文化人を自負する漢学者だったこともあり黙阿弥を「馬鹿」と酷評したこともあったが、『新皿屋敷月雨暈』（魚屋宗五郎）で主人公の宗五郎が最愛の妹を殺されて禁酒を破り酔態に陥ってゆくくだりを目の当たりにすると、「あのように書けるものではない。天才だ！」と絶賛している。やがて演劇改良運動が活歴の失敗という形で幕を下ろすと、黙阿弥改メ古河黙阿弥（ふるかわ もくあみ）の意欲的な創作活動は以前にも増して活発になった。そしてそれは最晩年まで変わることはなかった。
明治26年（1893年）1月東京歌舞伎座『奴凧廓春風』を絶筆として同月22日、本所二葉町（現・墨田区亀沢2丁目）の自宅で脳溢血のため死去した。死んだ日の午前九時に「さて今日こそは別るべし、午後までは保つまじ」と告げたと伝えられている。享年76（満年齢）。浅草北清島町・源通寺に葬る。法号は釋黙阿居士。
東京都墨田区の向島百花園にある「忍塚」の碑は黙阿弥が初世河竹新七のために建てたものであり、「狂言塚」は、黙阿弥供養のために娘と三世河竹、門人其水によって建てられた。

## 作風
黙阿弥の作品の特徴としてまず第一にあげられるのが、俗に「黙阿弥調」とも呼ばれる華美な科白にある。たとえば『三人吉三』の序幕「大川端庚申塚の場」の「厄払い」と呼ばれるお嬢吉三の独白は、「月も朧に白魚の、篝も霞む春の空……」と朗々と唄い上げる極めて洗練されたもので、しかも類語や掛詞を駆使した七五調の句が観客を魅了する。〆句の「こいつぁ春から縁起がいいわえ」とは、実は通りすがりの夜鷹を大川に突き落として金を奪ってみたところなんと百両もあったという、とんでもない幸運を素直に喜ぶ盗賊の浮かれ具合が言い表されているのだが、ここで強盗傷害犯の悪逆さを観客に微塵も感じさせないのが黙阿弥の真骨頂である。
黙阿弥が特にその本領を発揮したのは世話物で、特に盗賊を主人公に添えた一連の演目は「白浪物」として一つの分野を確立するまでに至った。黙阿弥の白浪物に登場する悪人は、いずれも小心者だったり因果に翻弄される弱者であり、そこがふてぶてしい極悪人が最後に高笑いするような大南北の作品と大きく異なる点である。
黙阿弥はまた、現実的な内容をあくまでも写実的に、それでいてどこまでも叙情的に描くことに秀でていた。黙阿弥の演目の多くは市井の人、それも社会の底辺で喘ぎながら、毎日を綱渡りのようにして暮らしをしている者を主人公としている。それでいて下座音楽に浄瑠璃が多用されているため、全体の雰囲気が陰鬱さに包まれることがなく、情緒豊かで印象的な叙事詩に仕上げられている。
明治以後は『船弁慶』や『紅葉狩』などの松羽目物の作詞も行った。晩年には自作の演目を全集としてまとめた『狂言百種』を発行している。

### 主な作品
旧暦の年月は漢数字で表した。
| 本外題                                                 | 別外題                                                                                               | 通称 | 初演                   | 劇場          | 分類                    |
| ------------------------------------------------------ | --- | --- | ---------------------- | ------------- | ----------------------- |
| みやこどり ながれの しらなみ 『都鳥廓白浪』            | | しのぶの そうた 「忍の惣太」                                                                                | 1854年4月 安政元年三月 | 江戸 河原崎座 | 世話物 白浪物           |
| つたもみじ うつのや とうげ 『蔦紅葉宇都谷峠』          | | ぶんや ごろし うつのや とうげ 「文弥殺し」 「宇都谷峠」                                                     | 1856年9月 安政三年九月 | 江戸 市村座   | 世話物                  |
| ねずみこもん はるの しんがた 『鼠小紋東君新形』        | | ねずみこぞう 「鼠小僧」                                                                                     | 1857年2月 安政四年正月 | 江戸 市村座   | 世話物 白浪物           |
| あみもよう とうろの きくきり 『網模様燈籠菊桐』        | | こざる しちのすけ 「小猿七之助」                                                                            | 1857年8月 安政四年七月 | 江戸 市村座   | 世話物 白浪物           |
| こそで そが あざみの いろぬい 『小袖曾我薊色縫』       | さともよう あざみの いろぬい 『花街模様薊色縫』                                                      | いざよい せいしん 「十六夜清心」                                                                            | 1858年3月 安政五年二月 | 江戸 市村座   | 世話物 白浪物           |
| くろてぐみ くるわの たてひき 『黒手組曲輪達引』        | | くろてぐみの すけろく 「黒手組の助六」                                                                      | 1858年4月 安政五年三月 | 江戸 市村座   | 世話物                  |
| さんにんきちさ くるわの はつがい 『三人吉三廓初買』    | さんにんきちさ ともえの しらなみ 『三人吉三巴白浪』                                                  | さんにんきちさ 「三人吉三」                                                                                 | 1860年2月 安政七年正月 | 江戸 市村座   | 世話物 白浪物           |
| かがみやま ごにちの いわふじ 『加賀見山再岩藤』        | | こつよせの いわふじ 「骨寄せの岩藤」                                                                        | 1860年4月 万延元年三月 | 江戸 市村座   | 時代物 御家物           |
| はちまん まつり よみやの にぎわい 『八幡祭小望月賑』   | | ちぢみや しんすけ 「縮屋新助」                                                                              | 1860年8月 万延元年七月 | 江戸 市村座   | 世話物                  |
| あおとぞうし はなの にしきえ 『青砥稿花紅彩画』        | べんてんむすめ めおの しらなみ 『弁天娘女男白浪』 おとにきく べんてんこぞう 『音菊弁天小僧』         | しらなみ ごにんおとこ べんてんこぞう 「白浪五人男」 「弁天小僧」                                            | 1862年3月 文久二年三月 | 江戸 市村座   | 世話物 白浪物           |
| かんぜんちょうあく のぞき からくり 『勧善懲悪覗機関』  | | むらい ちょうあん 「村井長庵」                                                                              | 1862年8月 文久二年八月 | 江戸 守田座   | 世話物 大岡政談         |
| むすめ ごのみ うきなの よこぐし 『処女翫浮名横櫛』     | | きられ おとみ 「切られお富」                                                                                | 1864年5月 元治元年四月 | 江戸 守田座   | 世話物 白浪物           |
| つきの かけざら こいじの よいやみ 『月缺皿恋路宵闇』   | | べにざら かけざら 「紅皿欠皿」                                                                              | 1865年3月 慶応元年三月 | 江戸 守田座   | 世話物 白浪物           |
| ふねへ うちこむ はしまの しらなみ 『船打込橋間白浪』   | | いかけまつ 「鋳掛松」                                                                                       | 1866年3月 慶応二年二月 | 江戸 守田座   | 世話物 白浪物           |
| ぞうほ ももやま ものがたり 『増補桃山譚』              | | じしん かとう 「地震加藤」                                                                                  | 1869年9月 明治二年八月 | 東京 村山座   | 時代物 活歴物           |
| くすのきりゅう はなみの まくばり 『樟紀流花見幕張』    | | けいあん たいへいき まるばし ちゅうや 「慶安太平記」 「丸橋忠弥」                                           | 1870年4月 明治三年三月 | 東京 守田座   | 時代物 活歴物           |
| つゆこそで むかし はちじょう 『梅雨小袖昔八丈』        | | かみゆい しんざ 「髪結新三」                                                                                | 1874年 明治6年5月      | 東京 中村座   | 世話物 大岡政談         |
| くもの うえの さんえの さくまえ 『雲上野三衣策前』     | くもにまごう うえのの はつはな 『天衣紛上野初花』 ゆきの ゆうべ いりやの あぜみち 『雪暮夜入谷畦道』 | こうちやまと なおざむらい（こうちやま） 「河内山と直侍（河内山）」 みちとせと なおざむらい 「三千歳と直侍」 | 1875年 明治7年10月     | 東京 河原崎座 | 世話物 白浪物           |
| なとりぐさ へいけ ものがたり 『牡丹平家譚』            | | しげもり かんげん 「重盛諌言」                                                                              | 1876年 明治9年5月      | 東京 中村座   | 時代物 活歴物           |
| ふじびたい つくばの しげやま 『富士額男女繁山』        | | おんなしょせい しげる 「女書生繁」                                                                          | 1877年 明治10年3月     | 東京 新富座   | 世話物 散切物           |
| じつげつせい きょうわ せいだん 『日月星享和政談』      | | えんめいいん にっとう 「延命院日当」                                                                        | 1878年 明治11年10月    | 東京 新富座   | 世話物                  |
| にんげん ばんじ かねの よのなか 『人間万事金世中』     | | かねの よのなか 「金の世の中」                                                                              | 1879年 明治12年2月     | 東京 新富座   | 世話物 散切物           |
| とじあわせ おでんの かなぶみ 『綴合於伝仮名書』        | | たかはし おでん 「高橋お伝」 「かなぶみ」                                                                   | 1879年 明治12年5月     | 東京 新富座   | 世話物 散切物           |
| しもよの かね じゅうじの つじうら 『霜夜鐘十字辻筮』   | | しもよの かね 「霜夜の鐘」                                                                                  | 1880年 明治13年6月     | 東京 新富座   | 世話物 白浪物・散切物   |
| きわめつき ばんずい ちょうべえ 『極付幡随長兵衛』      | | ゆどのの ちょうべえ 「湯殿の長兵衛」                                                                        | 1881年 明治14年10月    | 東京 春木座   | 世話物 生世話物         |
| しまちどり つきの しらなみ 『島鵆月白浪』              | | しまちどり 「島ちどり」                                                                                     | 1881年 明治14年11月    | 東京 新富座   | 世話物 白浪物・散切物   |
| しん さらやしき つきの あまがさ 『新皿屋舗月雨暈』     | | さかなや そうごろう 「魚屋宗五郎」                                                                          | 1883年 明治16年5月     | 東京 市村座   | 世話物 御家物           |
| ほうじょう くだい めいかの いさおし 『北条九代名家功』 | | たかとき よしさだ 「高時」 「義貞」                                                                         | 1883年 明治17年11月    | 東京 猿若座   | 時代物 活歴物           |
| すいてんぐう めぐみの ふかがわ 『水天宮利生深川』      | | ふでや こうべえ（ふでこう） 「筆屋幸兵衛（筆幸）」                                                          | 1885年 明治18年2月     | 東京 千歳座   | 世話物 散切物           |
| しせんりょう こばんの うめのは 『四千両小判梅葉』      | | しせんりょう 「四千両」                                                                                     | 1885年 明治18年11月    | 東京 千歳座   | 世話物 白浪物・生世話物 |
| めくら ながや うめが かがとび 『盲長屋梅加賀鳶』       | | かがとび 「加賀鳶」                                                                                         | 1886年 明治19年3月     | 東京 千歳座   | 世話物 白浪物・生世話物 |

### 黙阿弥調の例
- 『三人吉三廓初買』（三人吉三）大川端庚申塚の場、お嬢吉三の科白
月も朧（おぼろ）に白魚の
篝（かがり）も霞む春の空
つめてぇ風もほろ酔に
心持好く浮か浮かと
浮かれ烏の只一羽
塒（ねぐら）へ帰る川端で
棹（さお）の雫か濡れ手で粟
思いがけなく手に入る百両
ほんに今夜は節分か
西の海より川の中
落ちた夜鷹は厄落とし
豆だくさんに一文の
銭と違って金包み
こいつぁ春からぁ縁起がいいわぇ

- 『青砥稿花紅彩画』（白浪五人男）雪ノ下浜松屋の場、弁天小僧菊之助の科白
知らざあ言ってぇ聞かせやしょう
浜の真砂（まさご）と五右衛門が
歌に残せし盗人の
種は尽きねぇ七里ヶ浜
その白浪の夜働き
以前を言やぁ江ノ島で
年季勤めの児ヶ淵（ちごがふち）
江戸の百味講（ひゃくみ）の蒔銭（まきせん）を
当てに小皿の一文字
百が二百と賽銭の
くすね銭せぇだんだんに
悪事はのぼる上の宮
岩本院で講中の
枕捜しも度重なり
お手長講と札付きに
とうとう島を追い出され
それから若衆の美人局（つつもたせ）
ここやかしこの寺島で
小耳に聞いた祖父さんの
似ぬ声色（こわいろ）で小ゆすりかたり
名せえ由縁の弁天小僧
菊之助たぁ俺がことだぁ

## 人物

### 家族と門弟
一人娘に絲女（いとじょ、また単に「絲」とも、新字体：糸）がいる。坪内逍遙の斡旋でその絲女の養子に迎えたのが、後に早稲田大学名誉教授・演劇研究家として知られた河竹繁俊。そして繁俊の次男が同じく早大名誉教授で演劇学者の河竹登志夫である。
また門下には三代目河竹新七、竹柴其水、勝能進らがいる。

### 安政江戸地震
安政江戸地震（1855年）では「人は一代のうちに必ず災害に遭う」と考え、土蔵の縁の下に500円分の金貨を残し、関東大震災で無事であった。　

### 「河竹黙阿弥」という名前に関して

#### 「黙」の字の意味
二代目河竹新七が「黙阿弥」に名を改めたのは彼の引退時であった為、
「黙阿弥」という名前は（改良演劇論者の批判に対して）「黙して語らず」の意味でつけられたものとして解釈される事が多い。
しかし黙阿弥の義理のひ孫にして演劇学者の河竹登志夫によれば、実際の意味は「むしろ、これまでの推測とは正反対」のものであるという。黙阿弥は『著作大概』の中に「以来何事にも口を出さずにだまって居る心にて黙の字を用いたれど、又出勤する事もあらば元のもくあみとならんとの心なり」と書いており、河竹登志夫によれば「これはあきらかに、いまは黙るけれども「元のもくあみ」すなわち現役作者に戻ってまた「出勤」する事もあり得るという意味にしか、解しようがない」のである。

#### 「河竹」という名字
今日黙阿弥は「河竹黙阿弥」という名で呼ばれるが、黙阿弥の筆名は正式には「古川黙阿弥」であった。ただし「河竹黙阿弥」という名も黙阿弥自身も生前よく用いており、没後は弟子の竹柴其水の進言で「河竹黙阿弥」に統一された。
なお戦前の辞典には「河竹という名字は生前は使われなかった」とするものがあるが、これは昭和7年に新潮社から『日本文学大事典』が出た際に事実を知らない校正者が無断で訂正した事に起因する間違いであり、実際には前述のように生前にも使われている。
『日本文学大事典』の黙阿弥の項を執筆したのは黙阿弥の義理の孫の河竹繁俊であり、繁俊は前述の校正者の訂正を自身の随筆できびしく修正している。

### 関連作品
- 井上ひさし『黙阿弥オペラ』、1995年初演
- 劇団新派『糸桜 ～黙阿弥家の人々 ふたたび』、2016年初演。原作は河竹登志夫『作者の家』